# Pfarrhaus (Markt Rettenbach)

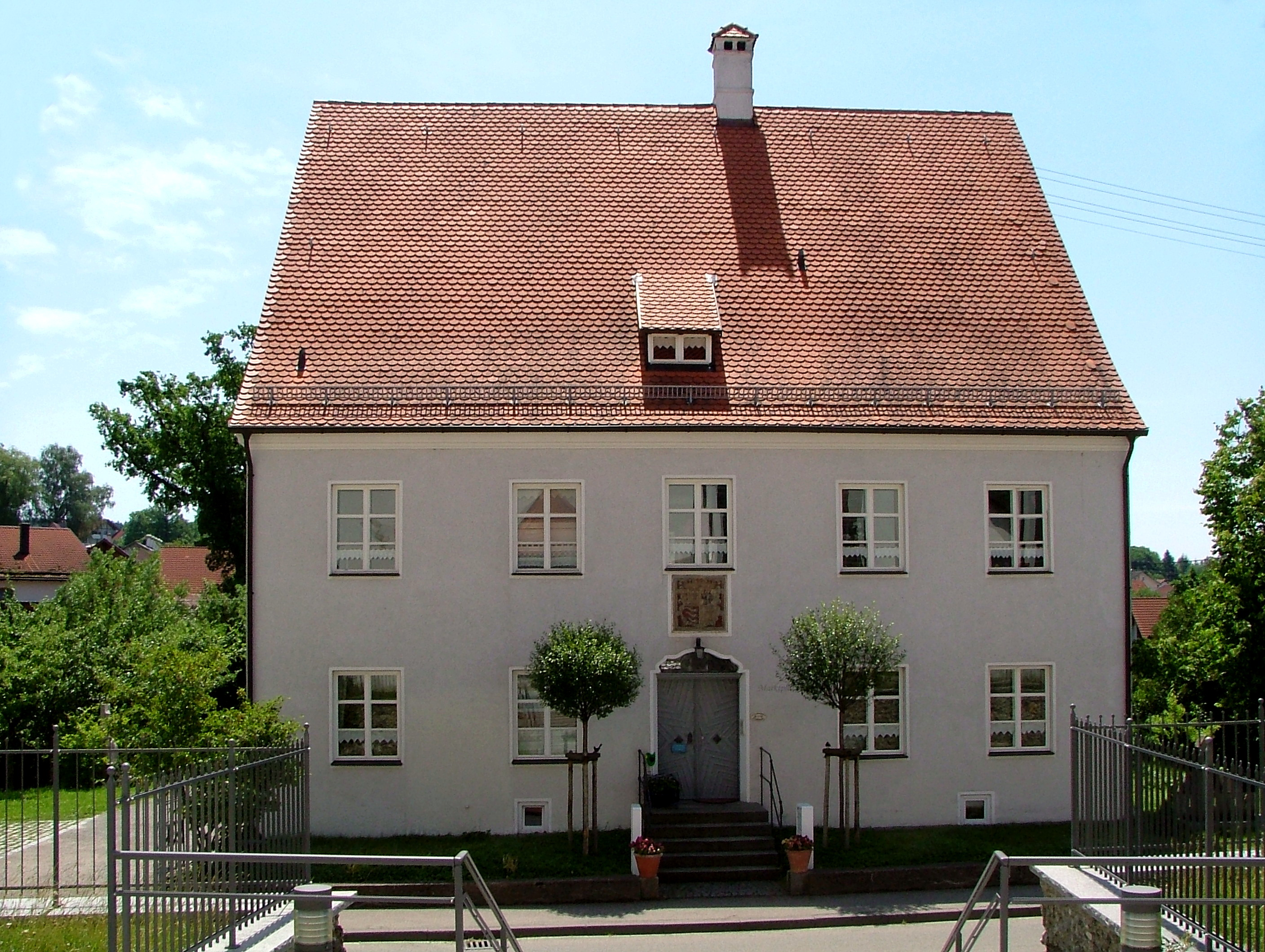
Pfarrhaus in Markt Rettenbach

Das Pfarrhaus in Markt Rettenbach im Landkreis Unterallgäu im bayerischen Regierungsbezirk Schwaben ist ein denkmalgeschütztes Gebäude und befindet sich gegenüber der Kirche St. Jakobus. Das zweigeschossige Gebäude wurde erneuert und hat ein Satteldach. Unmittelbar über der Haustüre an der Nordseite ist ein sternförmig aufgedoppeltes Oberlicht eingesetzt. Darüber befindet sich eine Sandsteinplatte mit Fuggerwappen, die mit „1722“ bezeichnet ist.